# 560
Раннє Середньовіччя. Триває чума Юстиніана. У Східній Римській імперії править Юстиніан I. Візантійська імперія повернула собі значну частину володінь колишньої Римської імперії. Франкське королівство об'єдналося під правлінням  Хлотара I.  Іберію  займає Вестготське королівство, у Тисо-Дунайській низовині лежить Королівство гепідів.  В Англії розпочався період гептархії.
У Китаї період Північних та Південних династій. На півдні править династія Чень, на півночі —  Північна Чжоу та Північна Ці. Індія роздроблена. В Японії триває період Ямато. У Персії править династія Сассанідів. Степову зону Азії та Східної Європи контролює Тюркський каганат.
На території лісостепової України в VI столітті виділяють пеньківську й празьку археологічні культури. VI століття стало початком швидкого розселення слов'ян. У Північному Причорномор'ї співіснують різні кочові племена, зокрема гуни, сармати, булгари, алани, авари.

## Події
- Після смерті Алдуїна королем лангобардів став Албойн[1].
- Король франків Хлотар I здійснив вторгнення в північну Арморику.

## Виноски
1. ↑  Anne Bernet, Radegonde, épouse de Clotaire Ier, Pygmalion, 2007 (ISBN 2756400424)